# Silver RavenWolf
Silver RavenWolf (geboren 11. September 1956) als Jenine E. Trayer, ist eine amerikanische New-Age-, Magick- und Witchcraft-Autorin und Lehrende, die ihren Fokus in der Wicca-Tradition  hat.

## Werdegang
Sie wuchs in Harrisburg, Pennsylvania auf und erhielt ihre Schulbildung an der Cedar Cliff High School in Camp Hill, Cumberland County. Sie besuchte 1976 das Harrisburg Area Community College (HACC).
RavenWolf war ein Mitglied der „Serpent Stone Family“, ein Coven (Hexenzirkel) durch den sie auch ihre Initiation als Wicca im 3. Grad erhielt. Sie ist die Leiterin des „Black Forest Circle and Seminary“, einer Organisation, die mehrere Coven in den Vereinigten Staaten und Kanada verwaltet.
Sie ist auch als Dozentin und Workshop-Veranstalterin für Events in der Neo-Pagan-Gemeinschaft bekannt. Außerdem engagiert sie sich aktiv in der Anti-Diskriminierung gegen Wiccas. Sie ist auch ein Powwower, eine Person, die die volkstümliche Magie bzw. die rituelle Magie der Pennsylvania Dutch Anhänger praktiziert. Sie half Powwow in die Neo-Pagane-Gemeinschaft einzuführen.
RavenWolf ist die Autorin von 17 Büchern über Wicca und Paganismus.  Sie schrieb auch mehrere Romane. Ihre Bücher wurden in andere Sprachen wie Tschechisch, Spanisch, Italienisch, Deutsch, Russisch, Ungarisch, Niederländisch und Portugiesisch übersetzt. Sie ist die Gründerin der Wiccan/Pagan Press Alliance (WPPA), einer Pressevereinigung paganer und wicca-assoziierter Autoren, Editoren und Verleger, welche einen Newsletter namens Midnight Drive herausgibt.

## Bibliographie

### Sachbücher
- American Folk Magick: Charms, Spells & Herbals (1999) Llewellyn Publications,
- Angels: Companions in Magick (2002) Llewellyn Publications,
- Halloween: Spells, Recipes & Customs (1999) Llewellyn Publications,
- HedgeWitch: Spells, Crafts & Rituals For Natural Magick (2008) Llewellyn Publications,
- Hex Craft: Dutch Country Pow-wow Magick (1997) Llewellyn Publications,
- Journey of Souls: Case Studies of Life Between Lives by Michael Newton (introduction by Silver Ravenwolf) (2002) Llewellyn Publications,
- Mindlight: Secrets of Energy, Magick & Manifestation (2006) Llewellyn Publications,
- Silver's Spells for Abundance (2004) Llewellyn Publications,
- Silver's Spells for Love (2001) Llewellyn Publications,
- Silver's Spells for Protection (2000) Llewellyn Publications,
- TeenWitch!: Wicca for a New Generation (1998)  Llewellyn Publications,
- To Light a Sacred Flame: Practical Witchcraft for the Millennium (2002) Llewellyn Publications,
- To Ride a Silver Broomstick: New Generation Witchcraft (2002) Llewellyn Publications,
- To Stir a Magick Cauldron: A Witch's Guide to Casting and Conjuring (2005) Llewellyn Publications,
- Solitary Witch: The Ultimate Book of Shadows for the New Generation (2003) Llewellyn Publications,
- Witches Runes: Insights from the Old European Magickal Traditions (Cards) (with Nigel Jackson) (2002) Llewellyn Publications,
- A Witch's Notebook: Lessons in Witchcraft (2005) Llewellyn Publications

### Spanische Veröffentlichungen
- Hechizos Para El Amor
- Hechizos Para la Prosperidad
- Hechizos Para la Proteccion
- Jovenes y Brujas: Un Manual Practico de Brujeria Para Jovenes
- Montarse en una Escoba de Plata
- Como preparar un Caldero Magico

### Ungarische Veröffentlichungen
- Tiniboszorkányok

### Niederländische Veröffentlichungen
- Magische Krachten
- Het Derde Oog
- Sleutel tot het Kwaad
- Engelen magische metgezellen

### Fiktionale Romane
- Beneath a Mountain Moon (1995) Llewellyn Publications,
- Murder at Witches’ Bluff: A Novel of Suspense and Magick (2000) Llewellyn Publications

Witches’ Chillers series:
- Witches’ Night Out (2000) Llewellyn Publications,
- Witches’ Night of Fear (2001) Llewellyn Publications,
- Witches’ Key to Terror (2001) Llewellyn Publications